# Storia del parente sfortunato
Storia del parente sfortunato (The Poor Relation's Story) è un racconto breve scritto da Charles Dickens nel 1852.
Con tematiche tipiche dei racconti natalizi di Dickens, fu realizzato per il numero di Natale della rivista letteraria Household Words. Celebre nei paesi anglosassoni, ma mai pubblicato in Italia, è tradotto nel 2012 per Racconti dal Focolare - Gli inediti di Charles Dickens.